# Dogbogwie
Les Dogbogwie sont un peuple bété vivant dans le département de Daloa au Centre-Ouest de la Côte d'Ivoire.